# Obergesteln
Obergesteln es una localidad y antigua comuna suiza del cantón del Valais, situada en el distrito de Goms. Limita al norte con la comuna de Guttannen (BE), al este con la localidad Oberwald, y al sur y occidente con Ulrichen.
El 25 de noviembre de 2007, los habitantes de Obergesteln, Ulrichen y Oberwald, aprobaron la fusión de las tres comunas en una nueva entidad comunal que lleva el nombre de Obergoms desde el 1 de enero de 2009.